# マイマイカブリ (お笑いコンビ)
マイマイカブリは、かつてホリプロで活動していた日本のお笑いコンビ。1994年結成。2003年解散。

## メンバー
五十嵐 良一（いがらし りょういち、1975年10月22日 - ） ツッコミ担当
- 東京都出身、血液型B型、天秤座、170cm。
- 趣味：スノーボード、サッカー、卓球、競馬、乗馬、野球
- 特技：友達をなくすこと。
- 好きな食べ物：すき焼き、唐揚げ、魚、トンカツ、あんこう鍋、牛丼、ビール、ケーキ、ドーナツ。
- 嫌いな食べ物：ゲテモノ、イクラ。

高橋 栄文（たかはし よしぶみ　1975年12月8日 - ） ボケ担当
- 東京都出身、血液型A型、射手座、167cm。
- 趣味：野球、サッカー、読書、サーフィン、テニス、ゴルフ、卓球、競馬、乗馬、テレビ
- 特技：紙風船。
- 好きな食べ物：トンカツ、ハンバーグ、焼き鳥、エビフライ、ドーナツ、唐揚げ、焼肉、すき焼き、鍋、リンゴ、ミカン、モモ、寿司、サラダ、ラーメン、うどん、そば、カニ、フグ、コロッケ、ハムカツ、カツサンド、カキフライ、たこ焼き。
- 嫌いな食べ物：ゲテモノ、アンコ。
- 現在は放送作家「たかはC」として活動。

## 概要
- 1994年、コンビ「のらりくらり」を結成。当初は東京吉本に所属していた。銀座7丁目劇場ピラミッド構造のランク分けシステムイベント「お笑い虎の穴TOKYO」でデビュー。
- 1996年、ホリプロに移籍と同時に「マイマイカブリ」に改名。ホリプロ芸人としての同期には江戸むらさき、号泣がいて3組で競い合っていた、主にホリプロのライブで活躍し非常に将来が期待された若手コンビであった。
- 1999年からNHK「爆笑オンエアバトル」に出演しオンエアを勝ち取った事もある。しかし出演後期では苦戦を強いられコンビでの活動が下降線を辿ってしまい、2003年に惜しまれつつコンビ解散。
- 以後高橋は放送作家「たかはC」として様々な舞台やテレビ番組の構成に当たっている、また事務所の先輩であるさまぁ〜ずの付け人を長年にわたり務めよくさまぁ〜ずとはライブで共演していた。

## 出演

### テレビ
- 爆笑オンエアバトル（NHK総合） 戦績4勝7敗 最高421KB 
  - 400KB台は2回記録しており、その2回はどちらも強豪を上回る結果を記録している(2000年9月17日放送回(421KB)では北陽(405KB)、ツインカム(381KB)、ラーメンズ(377KB)に勝利し、2001年8月4日放送回(413KB)ではおぎやはぎとますだおかだ(共に409KB)に勝利している)。
- TVデパート（TBSテレビ）

### ラジオ
- 赤坂お笑いD・O・J・O（TBSラジオ）

### ライブ
- お笑い虎の穴TOKYO ※のらりくらり時代
- タッチアウト!!スペシャル -リストラの嵐- ※のらりくらり時代・このライブを機に吉本を退社。
- ホリプロお笑いライブ
- ホリプロお笑いライブ 芸腕グランプリ1
- ホリプロお笑いライブ 芸腕グランプリ2
- ホリプロお笑いライブ 芸腕グランプリ3
- アリtoキリギリスライヴ ねぇねぇどっちがアリでどっちがキリギリスなの?
- アリtoキリギリスライヴ 素晴らしいライブ
- ホリプロお笑いLIVE100回記念 爆笑!!オールスターライブ1 みんな新ネタ
- ホリプロお笑いLIVE100回記念 爆笑!!オールスターライブ2 みんな平熱
- バカルディライヴX 〜サラダで白飯くえねーよ!
- 冬なのにさまぁ〜ずライブ
- さまぁ〜ず ライブ2

## 主なネタ
主にシュールなコントを得意としていた。
- 目と目が合う瞬間（夜/エレベーター/便秘/老人コント）
- かよちゃんの転校
- 先生と子ども
- 芸のできない犬「ナーバス」※高橋が犬「ナーバス」を演じる。
- マッチ棒とタバコ
- メガネ
- 放課後
- 勉強の邪魔
- コンビニ強盗と外国人店員
- 中華料理店

## 書籍
- 爆笑オンエアバトル2（2000年、双葉社）
- 東西若手お笑い芸人名鑑（2001年、ぴあ）

## 映像作品
- 月刊ぎんぶい monthly GIN V 創刊6月号 銀座7丁目劇場Vマガジン No.1（※のらりくらり時代に出演）